# Ephrem Delmotte

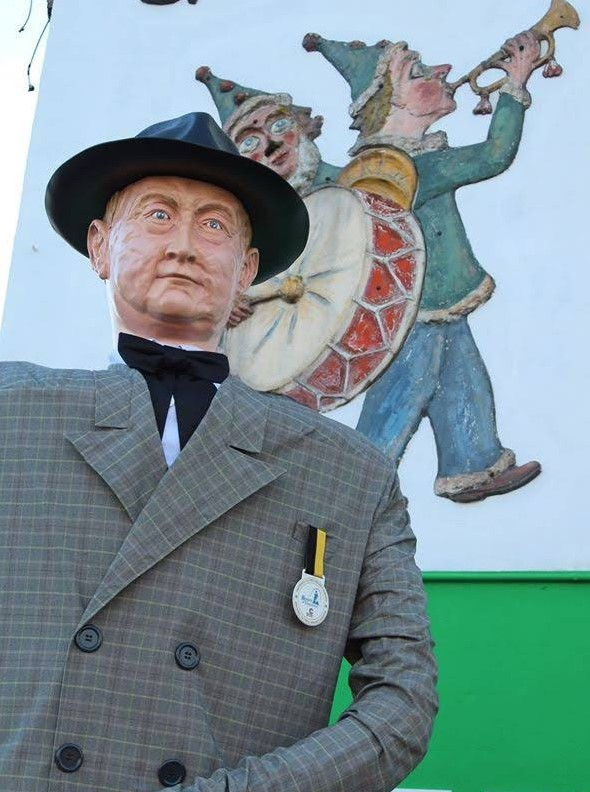
Reus - Ephrem de Beiaardier -

Professor Ephrem Georges Gustave Delmotte (Ronse, 13 maart 1905 — Oostende, 19 juli 1997) was een Belgisch beiaardier, componist en populair volksfiguur. Daarnaast stichtte hij de Bommelfeesten.
Ephrem Delmotte werd in de Vlaamse Ardennen geboren, in het toentertijd overwegend Franstalige Ronse als zoon van caféhouders. Zijn vader verkocht eveneens pianola's. Als zesjarige ging Delmotte naar de muziekschool, en reeds op zijn zevende schreef hij een eerste compositie. Hij oefende als kind zijn pianospel als begeleider van stomme films in de bioscoop (Ronse had er in die tijd meerdere). Na afronding van zijn middelbare school trok hij naar Gent, alwaar hij zich op het conservatorium verder in de muziek bekwaamde.
Na zijn legerdienst begon Delmotte meerdere posten in de muziek te bekleden, onder andere als orkestmeester van de Brusselse Folies Bergères. In Ronse werd hij in 1928 muziekleraar aan de muziekschool en op het plaatselijke atheneum; in 1933 ook op het atheneum van Gent en in 1938 eveneens op dat van Oudenaarde. In 1930 was hij gehuwd met Berthe Meunier: in dat jaar werd te Ronse in de Sint-Hermesbasiliek de beiaard geïnstalleerd. Delmotte studeerde in 1933 in Mechelen af als meester-beiaardier (onder andere als leerling van Staf Nees), en werd het jaar daarop als officieel stadsbeiaardier van de stad Ronse aangesteld, zij het vooralsnog zonder bezoldiging.
Tijdens de Tweede Wereldoorlog woonde Delmotte — die, zoals de meeste mensen uit de streek, tweetalig was — in Wattripont. Na de bevrijding van Ronse organiseerde hij eerst herdenkingsfeestelijkheden, maar hij kreeg geleidelijk het idee iets spectaculairders te gaan doen. Zodoende ontstond in 1950 de allereerste optocht van de Bonmoss, later vaak 'Bommels' genoemd (in Zuid-Oost-Vlaanderen wordt 'Bommels' daadwerkelijk als 'Bonmoss' uitgesproken). In wezen is dit een soort carnaval in de winter, waarbij de burgemeester de stad drie dagen lang in handen van de Bommelskoning en -koningin geeft. Aanvankelijk werd het volksfeest 'Zote Mondaag' genoemd, naar analogie met mardi gras; vanaf 1952 werd het eerste koningspaar verkozen. Op suggestie van Delmotte schafte de stad Ronse zich stadsreuzen aan. Het door hem speciaal gecomponeerde tweetalige 'Lied der Bommels / Chanson des Bonmoss' is sedertdien een soort stadslied geworden.
Nadat Delmotte tienmaal de Zote Mondaag georganiseerd had, ging hij met pensioen als leerkracht en trok naar Oostende, de Bommelfeesten aan een comité overlatend. Hij leefde er aan de zeedijk en bespeelde, uiteraard, de lokale beiaard. In de jaren 60, 70 en 80 werd Delmottes bekendheid gestadig groter; hij verzorgde talloze concerten op beiaards in Europa en nam een plaat op. Van tijd tot tijd keerde hij terug naar Ronse om te concerteren; zijn vrouw stierf in 1977, en zijn twee zonen in de loop van de jaren 80. Hij wijdde zich in zijn laatste jaren geheel aan zijn beiaardspel; Delmotte verscheen onder andere in de Duitse, Noorse, Engelse, Ierse en Nederlandse pers en kwam ook op tv. Geregeld trok hij naar Keulen en naar Sluis om er de beiaard te bespelen. (In 1962 woonde generaal De Gaulle in Keulen een concert van hem bij en was, blijkens een persoonlijke brief aan Delmotte, buitengewoon verrast omtrent diens talent.) In 1987 ontving hij te Oostende de Orde van de Gulden Sporen.
Toen hij in 1990 tot Ridder in de Kroonorde was benoemd, begon Delmotte aan zijn afscheidstournee. Als negentigjarige gaf hij zijn laatste concert in Ronse, en een jaar later in Oostende: hiermee was hij de oudste nog actieve beiaardier ter wereld. Hij stierf op zijn tweeënnegentigste, in 1997 in Oostende. In navolging van zijn wensen werd hij in Ronse in het familiegraf bijgezet.
Reeds tijdens zijn leven werd een Ephrem Delmotte-stichting opgericht, met eigen museum, die zijn talloze composities en memorabilia archiveert en toeziet op zijn artistieke nalatenschap. Twee monumenten herinneren in Ronse aan Delmotte: enerzijds is er de Bonmos aan het treinstation van de stad, opgericht in 1959, en anderzijds heeft Delmotte zelf een standbeeld gekregen aan zijn 'Bommelmuur'. Dit is een kleurrijk beschilderde muur in Ronse waarop de koningsparen van elk jaar worden bijgehouden. Het Delmotte-standbeeld heeft een ingebouwde muziekinstallatie, zodat de voorbijganger naar vier verschillende composities kan luisteren door op de gewenste knop te drukken.
Delmotte koos altijd voor het populaire genre: hij speelde bekende aria's of orkeststukken, alsook bewerkingen van diverse popdeuntjes. Zijn eigen composities zijn eveneens toegankelijk en daardoor behoorlijk populair. Uiterlijk had Delmotte een bekend silhouet: hij droeg steevast een zwarte hoed en vlinderdas, en zo staat hij ook op zijn monument afgebeeld.
- Catàleg d'autoritats de noms i títols de Catalunya: 981058515271006706
- International Standard Name Identifier: 0000 0001 2968 3018
- Virtual International Authority File: 305867602